# Planococcus psidii
Planococcus psidii är en insektsart som beskrevs av Cox 1989. Planococcus psidii ingår i släktet Planococcus och familjen ullsköldlöss. Inga underarter finns listade i Catalogue of Life.